# Simpang Kiri (plaats)
Simpang Kiri is een bestuurslaag in het regentschap Aceh Tamiang van de provincie Atjeh, Indonesië. Simpang Kiri telt 1718 inwoners (volkstelling 2010).